# Jättemöja
Jättemöja (Ranunculus fluitans) är en växtart i familjen ranunkelväxter.